# Una notte di settembre
Una notte di settembre (Ночь в сентябре, Noč' v sentjabre) è un film del 1939 diretto da Boris Vasil'evič Barnet.